# Obóz jeniecki NKWD w Griazowcu

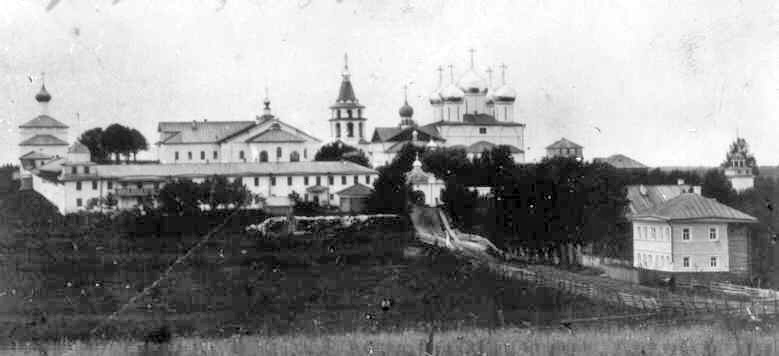
Monaster na początku XX w., tu podczas wojny mieścił się obóz

Obóz jeniecki NKWD w Griazowcu – obóz jeniecki właściwy Ludowego Komisariatu Spraw Wewnętrznych ZSRR dla przetrzymywania jeńców polskich z tw. pierwszej grupy.
Mieścił się w mieście Griazowiec pod Wołogdą, na linii kolejowej Jarosław – Wołogda, w zlikwidowanym monasterze Korniliewsko-Komelskim ok. 8 km od miasta i stacji kolejowej (później był tu m.in. dom wczasowy przedsiębiorstwa Siewierolies).
Od jesieni 1939 polscy jeńcy wojenni aresztowani po agresji ZSRR na Polskę z 17 września 1939 przetrzymywani byli w specjalnych obozach NKWD w Kozielsku, Ostaszkowie i Starobielsku. Zdecydowaną większość z nich na wiosnę 1940 funkcjonariusze NKWD rozstrzelali w ramach zbrodni katyńskiej. Niewielka część z przetrzymywanych Polaków nie trafiła do miejsc kaźni, lecz wywieziona została do obozu w Juchnowie, a następnie do obozu NKWD w Griazowcu, który stanowił miejsce gromadzenia jeńców wyselekcjonowanych przez NKWD z obozów specjalnych do realizacji perspektywicznych planów (w maju 1940 było ich 395).
Pierwotnie powstała lista przetrzymywanych w Griazowcu, którą stworzył jeden z jeńców, ówczesny podchorąży Jerzy Turski (ur. 1920); liczyła 432 osoby. Wśród nich było dwóch duchownych rzymskokatolickich: ks. Kamil Kantak i ks. Franciszek Tyczkowski, którzy do Griazowca został przewiezieni z więzień moskiewskich Butyrki i Łubianka.
W następnych latach w obozie w Griazowcu byli przetrzymywani inni polscy żołnierze.
W wyniku podpisania  układu Sikorski-Majski i tworzenia Armii Polskiej w ZSRR, jeńcy polscy opuścili obóz w Griazowcu 2 września 1941.
Komendantem obozu jenieckiego NKWD w Griazowcu był por. bp Michał Filippow.
Jeńców umieszczono w niezniszczonym skrzydle klasztoru i w drewnianych barkach. W jednym z baraków zakwaterowano oficerów-pułkowników, w drugim podpułkowników i majorów. Trzeci barak przeznaczono na szpital. Oficerowie młodsi i podchorążowie zostali umieszczeni w murowanym budynku, mieszczącym również kuchnię, magazyny i warsztaty. Kompleks obozowy otoczony był kilkoma rzędami drutów kolczastych i patrolowany przez patrole z psami.
Po wybuchu wojny niemiecko-rosyjskiej do obozu przybyła grupa 1239 oficerów z Kozielska (grupa ta była internowana w krajach bałtyckich, a po aneksji przez ZSRR wysłana do obozu w Kozielsku, tzw. Kozielsk II).
Oficerów namawiano do wstąpienia do Armii Czerwonej, a w razie odmowy grożono rozstrzelaniem. Z wyjątkiem kilku oficerów, cały obóz odmówił współpracy z NKWD i Armią Czerwoną. Jeńcom zmniejszono racje żywnościowe o połowę.
Po podpisaniu układu Sikorski-Majski, obóz przejęły polskie władze wojskowe.